# Hannes Hiller
Hannes Hiller (* 30. April 1971 in Freiburg im Breisgau) ist ein deutscher Medienmanager. Seit 2023 ist er Senderchef des Fernsehsenders ProSieben.

## Werdegang
Hannes Hiller begann seine Karriere bei ProSieben im Jahr 1998 und arbeitete zunächst im Bereich Talk. Ab 2001 war er im Bereich Unterhaltung tätig, wo er als Redakteur an verschiedenen Formaten mitwirkte, darunter Headnut.tv, Die Sketch Show, Die Alm und Survivor. Später übernahm er die Verantwortung für Formate wie Kalkofes Mattscheibe und Singing Bee.
Im Jahr 2008 stieg er zum Leiter der Abteilung Comedy & Formatentwicklung im Bereich Unterhaltung auf und 2010 zum Vice President Comedy & Sitcom für ProSieben und Sat.1. 2016 wurde Hiller Vice President Entertainment für ProSieben, zwei Jahre danach gefolgt von der Position als Senior Vice President Content Strategy & Development. Seit 2021 war er in dieser Position auch für den Sender Sat.1 der Seven.One Entertainment Group zuständig.
Nachdem Daniel Rosemann als Senderchef von ProSieben und Sat.1 zurücktrat, folgte ihm Hiller im November 2023 für den Sender ProSieben nach, während der vorige Kabel Eins Senderchef Marc Rasmus diese Rolle für Sat.1 übernahm. Hiller ist damit nun verantwortlich für die strategische Ausrichtung und das Programm des Senders. Im Februar 2024 startete mit Wer isses? die erste große neue Fernsehshow auf ProSieben unter seiner Führung.
2023 war Hiller Teil der Jury des Just Another Award!, mit dem Digital-First-Produktionen geehrt werden.
Hiller lebt in Augsburg.